# ロムロ・オテーロ
ロムロ・オテーロ・バスケス（Rómulo Otero Vásquez , 1992年11月9日 - ）は、ベネズエラ・首都カラカス出身のサッカー選手。メキシコ・リーガMXのクルス・アスルに所属している。ポジションはMF。

## 来歴
2009年に17歳で地元のカラカスFCでプロデビュー。2014-15シーズンまでカラカスでプレーし、105試合に出場し20ゴールを記録。2015-16シーズンは、チリのCDウアチパトにローン移籍でプレーし、21試合で8ゴールを記録。2016年7月には、ブラジルのアトレチコ・ミネイロにローン移籍。2017年4月に完全移籍で合意した。

## ベネズエラ代表
2013年3月の2014 FIFAワールドカップ・南米予選の対アルゼンチン戦で、ベネズエラ代表デビュー。同年9月の同じくワールドカップ予選の対ペルー戦で、代表戦初ゴールを決めた。